# Ebraismo in Svizzera

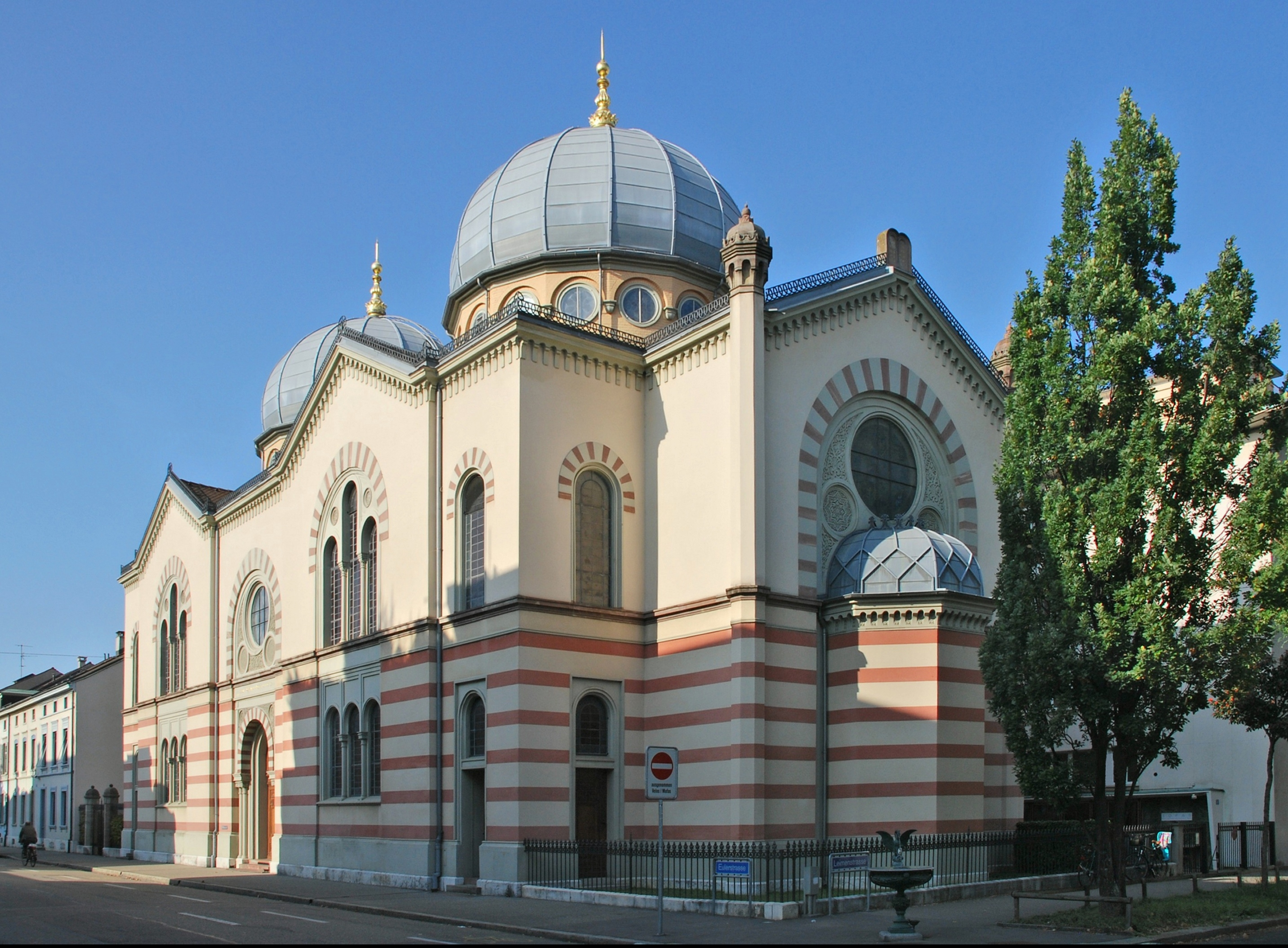
Sinagoga principale di Basilea

La storia dell'ebraismo in Svizzera risale all'Impero romano. Nel XVIII secolo durante la Repubblica Elvetica ci furono primi tentativi per promuovere l'emancipazione ebraica, ma fu solo nell'anno 1866 che il governo svizzero finalmente riuscì garantire la parità giuridica agli abitanti di fede ebraica. 
In Svizzera vengono contati circa da 18.000 a 20.000 ebrei, rappresentando quindi la decima più grande comunità ebraica d'Europa. I centri principali delle comunità ebraiche svizzere si trovano nelle grandi città del paese, cioè a Zurigo, Basilea e Ginevra. Circa l'80% degli abitanti ebrei possiedono la cittadinanza svizzera.
A Basilea si trova inoltre il Museo ebraico della Svizzera, che fu inaugurato nel 1966, diventando quindi il primo museo del suo tipo nel mondo germanofono dopo la Seconda guerra mondiale.

## Storia antica
Un anello con una rappresentazione di una Menorah trovata in Augusta Raurica (Kaiseraugst, Svizzera) nel 2001, attesta la presenza ebraica in Germania superiore.  L'Encyclopaedia Judaica parla di una prima documentazione nell'anno 1214. Nel Medioevo, come in molti luoghi in Europa, vengono registrati vari episodi di persecuzione antisemita, per esempio nel 1294 a Berna, quando molti ebrei della città furono giustiziati e i sopravvissuti espulsi con il pretesto dell'omicidio di un ragazzo cristiano. Un altro pogrom si è verificato nella città di Zurigo nel 1249.

## Storia moderna
In conformità con la risoluzione del Tagsatzung nel 1678, gli ebrei svizzeri sono stati autorizzati a stabilirsi nelle comunità della valle Surb (oggi nel Canton Argovia). Comunque dopo il 1776, sono stati ulteriormente limitati a vivere esclusivamente nei due comuni di Endingen e Lengnau. Tuttavia, i residenti ebrei sono stati autorizzati solo ad esercitare alcune specifiche professioni, come il commercio. La maggior parte delle case nei due comuni sono stati costruiti con due ingressi separati, uno per gli ebrei e uno per i cristiani.

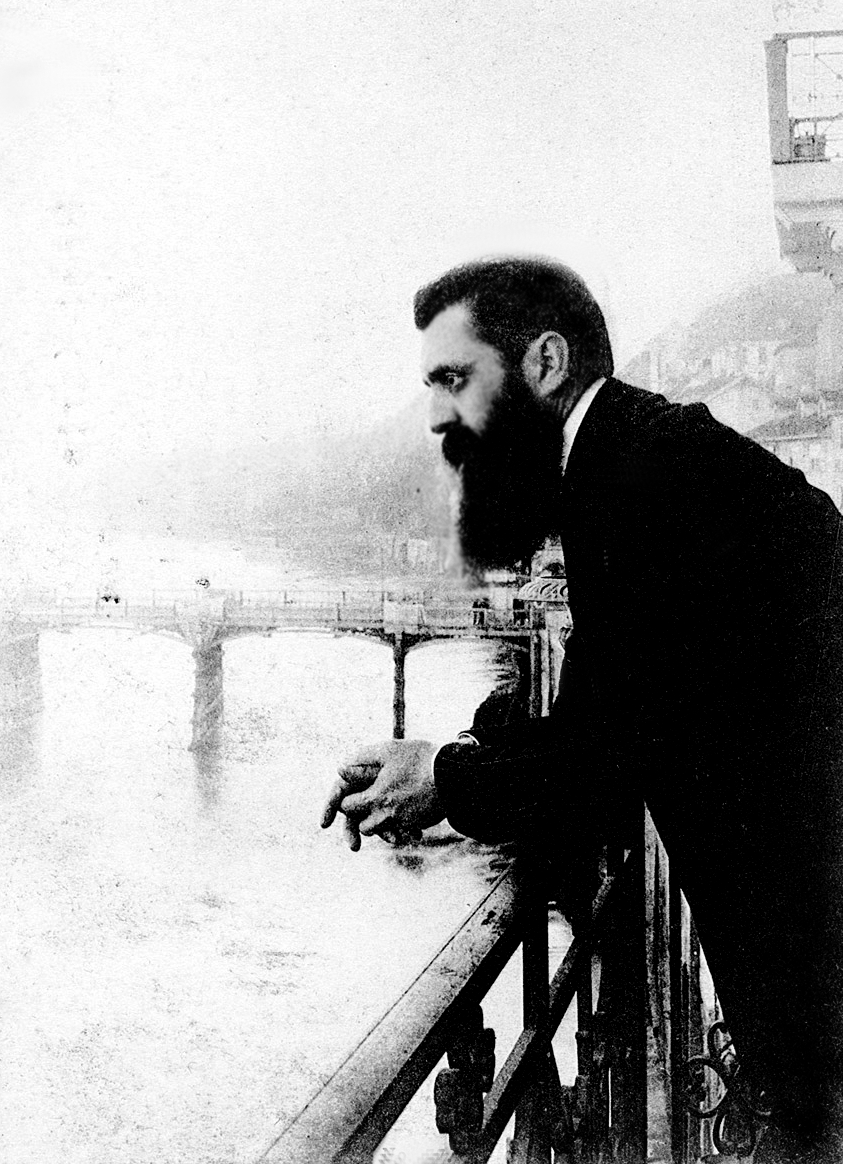
Theodor Herzl, Basilea

Nel 1798, i francesi sotto Napoleone invasero la Svizzera e imposero la Repubblica Elvetica. La Repubblica ha tentato di modernizzare e centralizzare la Confederazione svizzera. Come parte di questo nuovo stato liberale, dei riformatori svizzeri hanno cercato di promuovere l'emancipazione degli ebrei nel nuovo Parlamento centrale svizzero ad Aarau. Quando questo tentativo fallì, i riformatori svizzeri tentarono di raggiungere i francesi per comunque poter imporre questo cambiamento sul nuovo governo svizzero. Nonostante tutto ciò, i cambiamenti della Repubblica non sono stati accettati dalla popolazione cristiana e il processo d'emancipazione temporaneamente si fermò. 
Entro la metà del XIX secolo la popolazione ebraica era abbastanza ben tollerata, auto-gestita e mantenne varie scuole nelle proprie città. Comunque fu solo nell'anno 1866 che il governo svizzero decise di garantire gli stessi diritti agli abitanti ebrei come al resto della popolazione nella Costituzione federale. Durante il 1894 nella vicina Francia ebbe luogo l'affare Dreyfus, il quale spinse lo scrittore ungherese Theodor Herzl a pubblicare il suo libro 'Lo stato ebraico' nel 1896 e all'immediato successo del volume e al dibattito suscitato Herzl fece seguire il primo congresso sionista nella città di Basilea dal 29 al 31 agosto 1897. In tutto il Congresso Sionista Mondiale ebbe luogo a Basilea dieci volte, cioè di più che in ogni altra città al mondo. Durante la seconda guerra mondiale, almeno 30.000 persone sono state allontanate dalle frontiere svizzere, tra cui molti ebrei. Dopo dei negoziati con la Svizzera i passaporti degli ebrei nella Germania nazista dal 1939 furono contrassegnati con un timbro "J".
Oggi la popolazione ebraica è concentrata nelle città, dove ci sono congregazioni sia di ortodossi, che di conservatori e liberali. La Federazione svizzera delle comunità israelite (SIG), cioè l'organizzazione politica degli ebrei svizzeri, è stata fondata nel 1904. Nei cantoni di Basilea-città, Berna, Friburgo, San Gallo e Zurigo, le comunità ebraiche sono riconosciute di diritto pubblico. Nelle città di Basilea, Ginevra, Losanna e Zurigo si trovano anche delle scuole ebraiche. Nel 1999 con Ruth Dreifuss fu eletta, non solo la prima donna, ma anche la prima persona di origine ebraica, come presidente della Confederazione Svizzera.

## Città con comunità ebraiche
Attualmente esistono 24 comunità ebraiche in Svizzera di cui 16 fanno parte della Federazione svizzera delle comunità israelite (FSCI). Le comunità che si definiscono come «liberali» si riuniscono nella Piattaforma degli Ebrei liberali della Svizzera (PELS).
- Sinagoga Löwenstrasse, Zurigo Sinagoga Hekhal Haness, Ginevra, comunità sefardita più grande del paese Baden (AG)

- Basilea

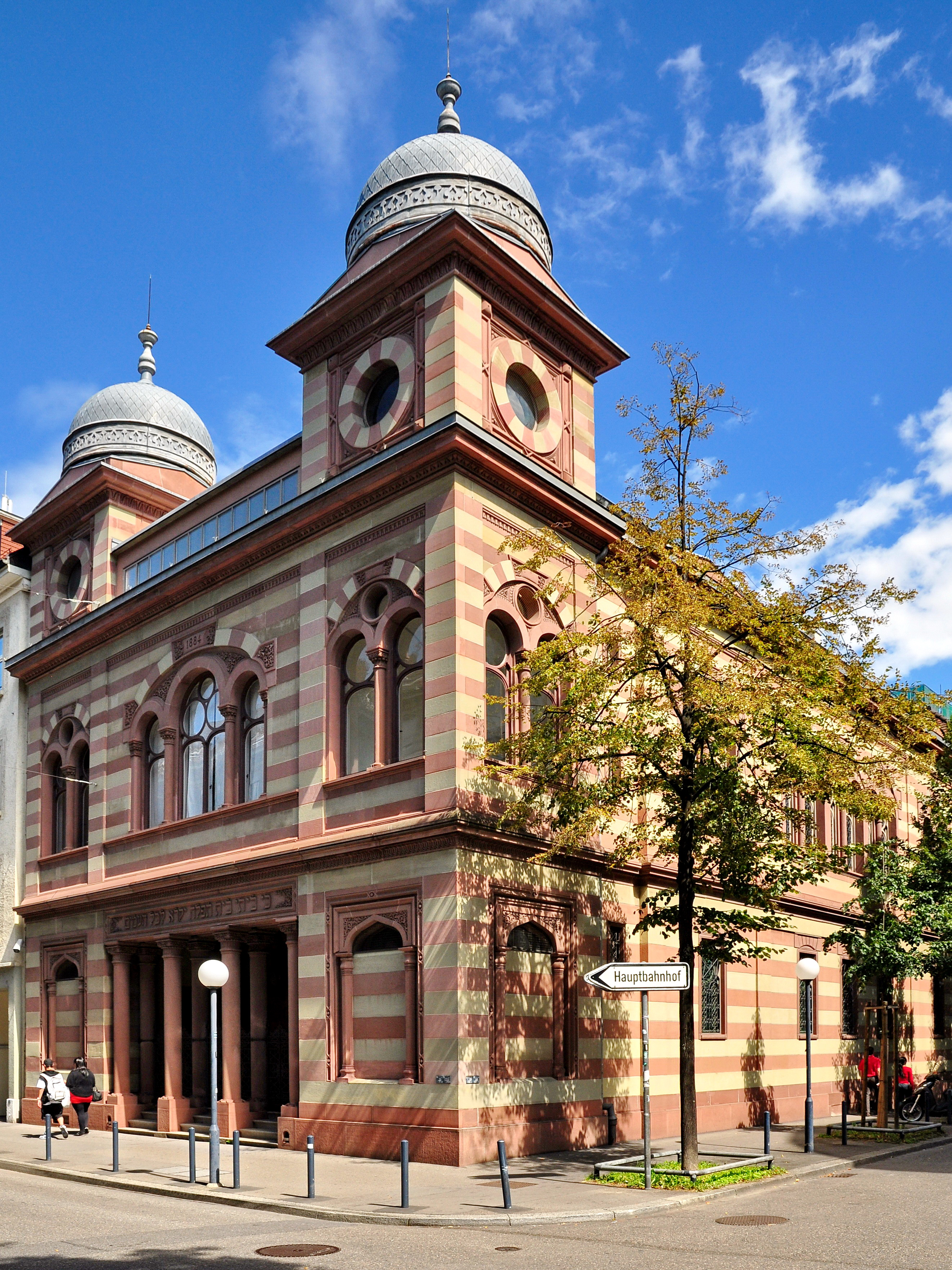
Sinagoga Löwenstrasse, Zurigo

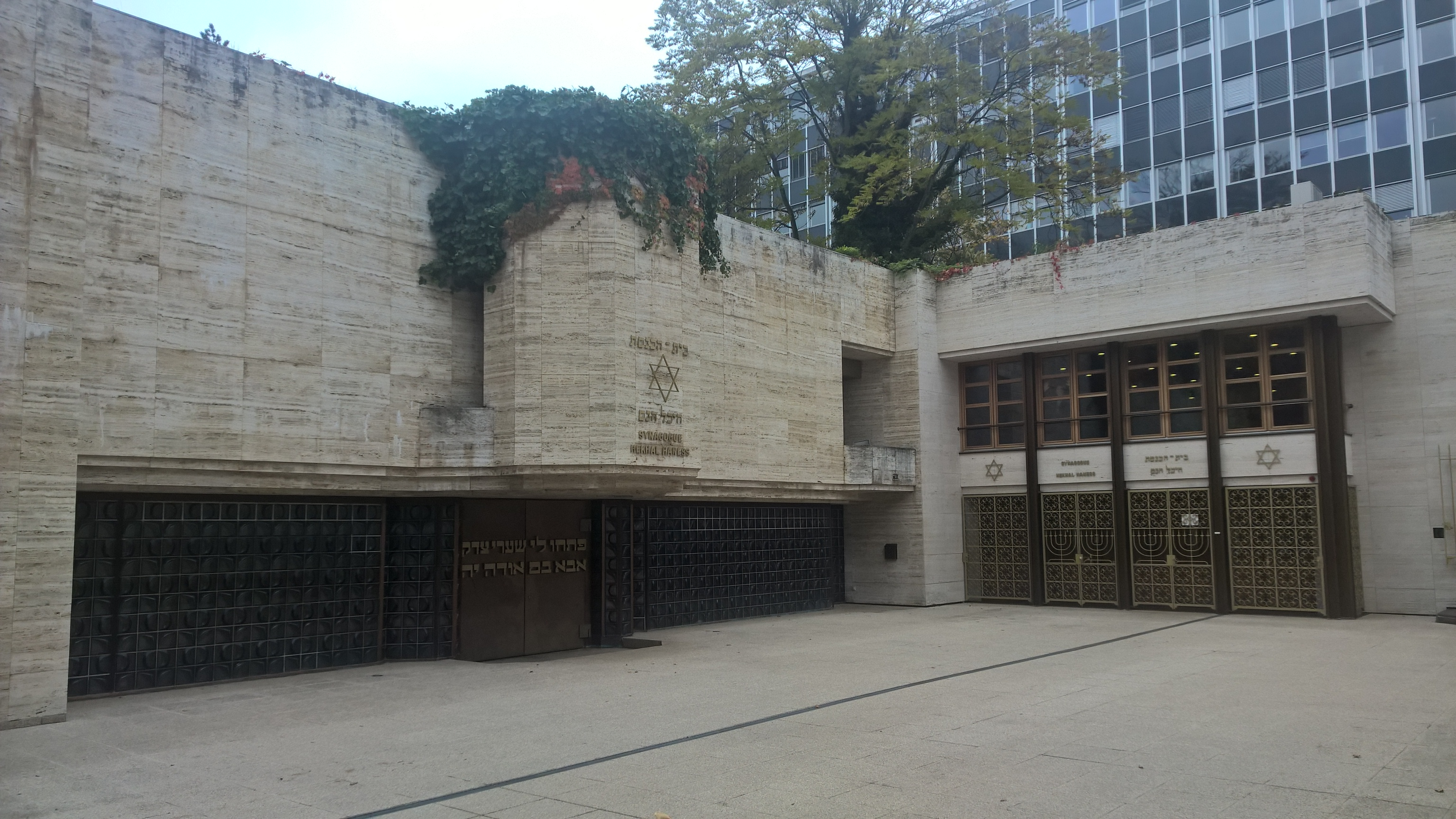
Sinagoga Hekhal Haness, Ginevra, comunità sefardita più grande del paese

  - Israelitische Gemeinde Basel (IGB)
  - Israelitische Religionsgesellschaft Basel (IRG)
  - Liberale Jüdische Gemeinde Migwan
- Berna
  - Jüdische Gemeinde Bern

- Biel/Bienne
- La Chaux-de-Fonds
- Endingen (AG)
- Friburgo
  - Israelitische Gemeinde Tafers
- Ginevra
  - Communauté Israélite Genève
  - Communauté Israélite Libérale Genève
  - Synagogue Sépharade Hekhal Haness
- Lengnau (AG)
- Losanna
- Lugano
- Lucerna
- San Gallo
- Zurigo
  - Israelitische Cultusgemeinde Zürich(ICZ)
  - Israelitische Religionsgesellschaft Zürich (IRGZ)
  - Jüdische Gemeinde Agudas Achim Zürich
  - Jüdische Liberale Gemeinde Or Chadasch Zürich (Prima comunità liberale di lingua tedesca dopo il 1945)

## Ebrei svizzeri noti
- Joseph Wertheimer (1833-1908), gran rabbino di Ginevra dal 1859 al 1908[10]
- Jacob Robert Emden (1862–1940), astrofisico, matematico e meteorologo
- Michele Besso (1873–1955), ingegnere
- Ernest Ginsburger (1876-1943), gran rabbino di Ginevra dal 1908 al 1923[11]
- Marcel Grossmann (1878–1936), matematico

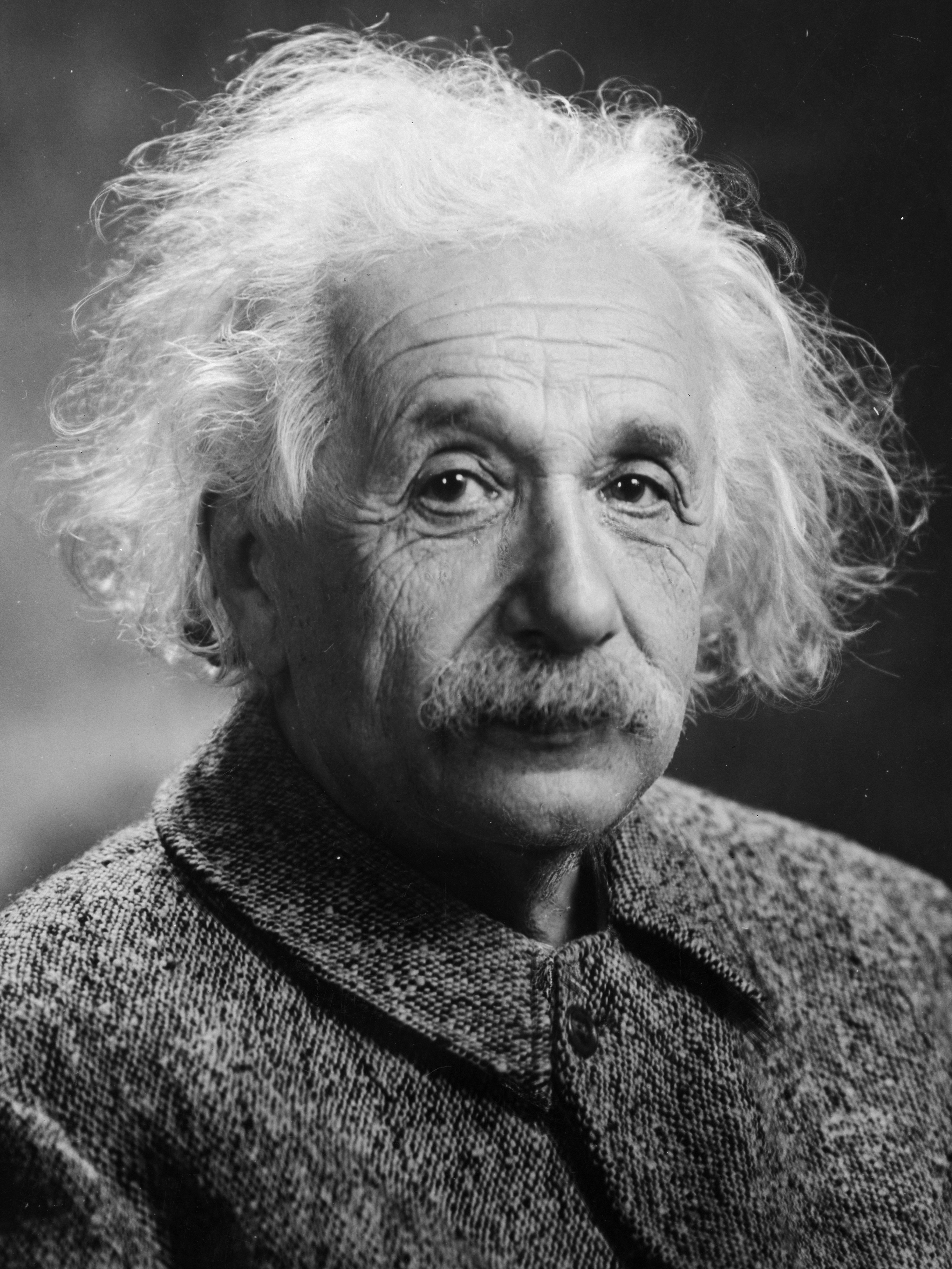
Albert Einstein, Premio Nobel per la fisica nel 1921, ETH Zurigo

- Albert Einstein (1879–1955), cittadino svizzero dal 1901, Premio Nobel per la fisica nel 1921, ETH Zurigo,Università di Berna
- Rosa Bloch (1880–1922), politica e attivista
- Ernest Bloch (1880–1959), compositore
- Ludwig Binswanger (1881–1966), psichiatra
- Regina Ullmann (1884–1961), poetessa
- Elijahu Botschko (1892?–1956), rabbino ortodosso[12]
- Florence Henri (1893–1982), artista
- Leopold Szondi (1893–1986), psichiatra
- Vladimir Rosenbaum (1894-1984), avvocato e poi antiquario[13]
- Albert Cohen (1895–1981), scrittore
- Nahum Goldmann (1895–1982), presidente del Congresso ebraico mondiale, naturalizzato svizzero nel 1968
- Vladimir Rudol'fovič Fogel' (1896–1984), compositore
- Tadeus Reichstein (1897–1996), Premio Nobel per la medicina nel 1950, Università di Basilea

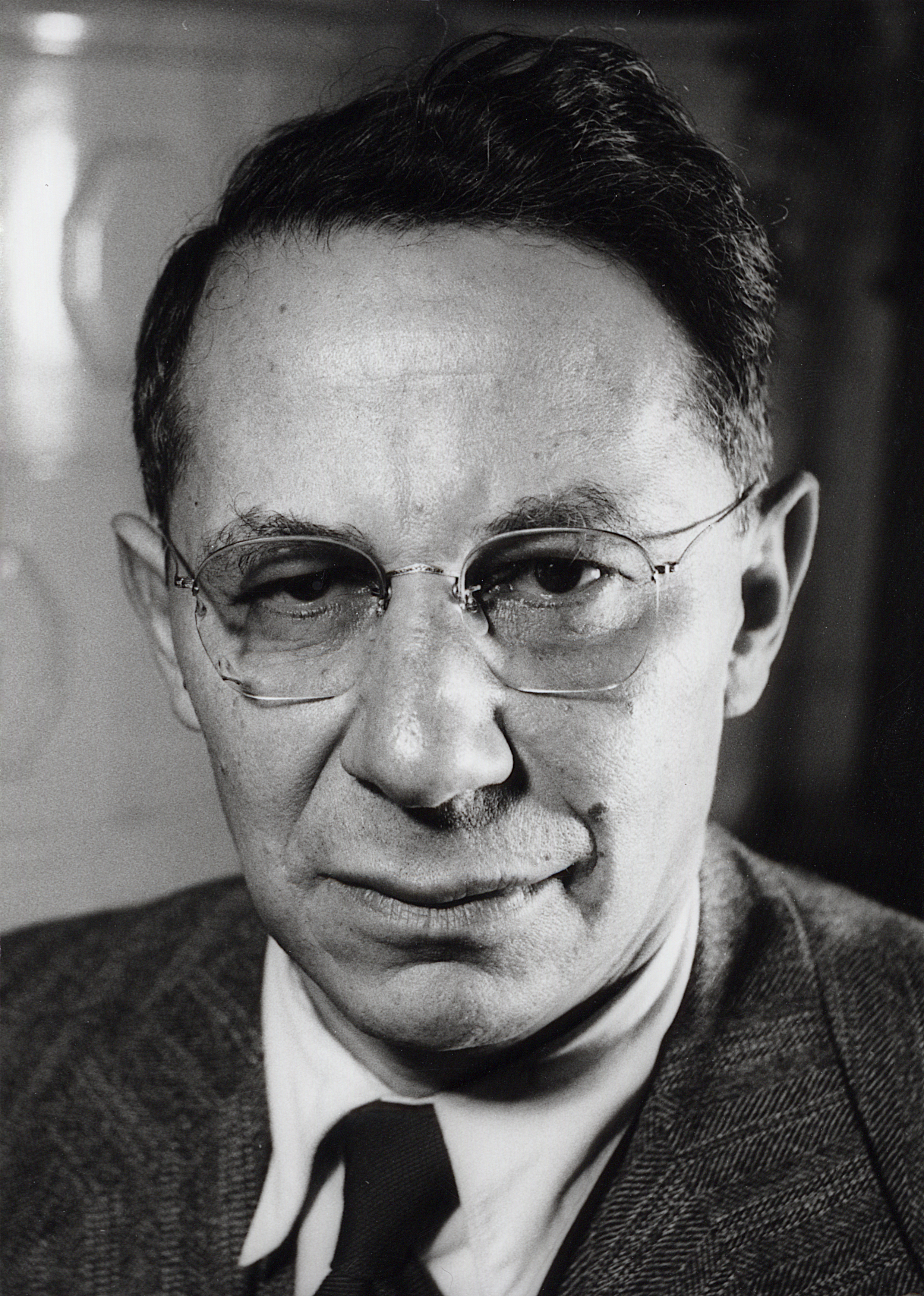
Tadeus Reichstein, Premio Nobel per la medicina nel 1950, Università di Basilea

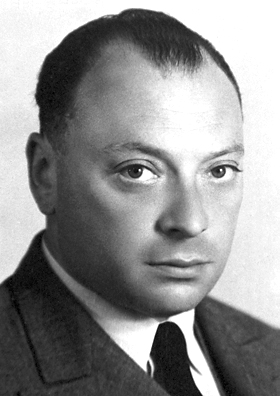
Wolfgang Pauli, Premio Nobel per la fisica nel 1945, ETH Zurigo

- Wolfgang Pauli (1900–1955), naturalizzato svizzero nel 1949, Premio Nobel per la fisica nel 1945, ETH Zurigo
- Kurt Seligmann (1900–1962), pittore svizzero-americano
- Leopold Lindtberg (1902–1984), regista
- Maurice Abravanel (1903–1993), musicista, direttore d'orchestra
- Felix Bloch (1905–1983), Premio Nobel per la fisica nel 1952
- Zino Davidoff (1906–1994), imprenditore
- Rolf Liebermann (1910–1999), compositore
- Jeanne Hersch (1910–2000), filosofa
- Alexandre Safran (1910–2006), rabbino capo di Ginevra[14]
- Yehudi Menuhin (1916–1999), violinista (luogo di attinenza: Grenchen SO)
- Edmond Fischer (* 1920), chimico e biologo, Premio Nobel per la medicina nel 1992
- Jean Starobinski (1920–2019), critico letterario
- Nessim Gaon (1922–2022), vicepresidente del Congresso ebraico mondiale[15]
- Alice Miller (1923–2010), psicologa
- Robert Frank (1924-2019), fotografo e regista
- Mathilde Krim (1926-2018), biologa
- Arthur Cohn (* 1927), produttore cinematografico, premio Oscar nel 1960, 1990 e 1999
- Margrit Zimmermann (1927-2020), pianista e compositrice
- Ruth Fayon (1928-2010), sopravvissuta alla Shoah[16]
- Alfred_Donath (1932-2010), pediatra, presidente della federazione svizzera delle comunità ebraiche dal 2000 al 2008.

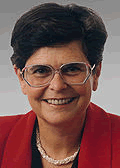
Ruth Dreifuss, prima presidente della Svizzera di origine ebraica

- Ruth Dreifuss (* 1940), Presidente del Consiglio federale svizzero nel 1999
- François Garaï (* 1945), primo rabbino liberale  in Svizzera [17]
- Leon Botstein (* 1946), direttore d'orchestra svizzero e americano
- Miriam Cahn (* 1949), pittrice
- Dani Levy (* 1957), attore e regista
- Philippe Grumbach (1959-2024), avvocato, presidente della Communauté Israélite di Ginevra e della Coordination intercommunautaire contre l’antisémitisme et la diffamation (Cicad) dal 2001 al 2009[18]
- Corinne Maier (* 1963), scrittrice
- Klaus Davi (* 1965), giornalista
- Alain de Botton (* 1969), scrittore
- Johanne Gurfinkiel (* 1971), segretario generale della Coordination intercommunautaire contre l’antisémitisme et la diffamation (Cicad)[19]
- Joël Dicker (* 1985), scrittore
- Elly Schlein (* 1985), politica italiana con nazionalità svizzera, nata a Lugano
- Guillaume Katz (* 1989), calciatore
- Rachel Rinast (* 1991), calciatrice